# Dolichurus stantoni
Dolichurus stantoni là một loài côn trùng cánh màng trong họ Ampulicidae, thuộc chi Dolichurus. Loài này được Ashmead miêu tả khoa học đầu tiên năm 1904.